# Sicily Island
Sicily Island is een plaats (village) in de Amerikaanse staat Louisiana, en valt bestuurlijk gezien onder Catahoula Parish.

## Demografie
Bij de volkstelling in 2000 werd het aantal inwoners vastgesteld op 453.
In 2006 is het aantal inwoners door het United States Census Bureau geschat op 450, een daling van 3 (-0,7%).

## Geografie
Volgens het United States Census Bureau beslaat de plaats een oppervlakte van
1,5 km², geheel bestaande uit land. Sicily Island ligt op ongeveer 36 m boven zeeniveau.

## Plaatsen in de nabije omgeving
De onderstaande figuur toont nabijgelegen plaatsen in een straal van 28 km rond Sicily Island.